# Bisporostilbella fusca
Bisporostilbella fusca är en svampart som beskrevs av Brandsb. & E.F. Morris 1971. Bisporostilbella fusca ingår i släktet Bisporostilbella, ordningen Microascales, klassen Sordariomycetes, divisionen sporsäcksvampar och riket svampar.   Inga underarter finns listade i Catalogue of Life.